# Laphygmolestes flavipes
Laphygmolestes flavipes là một loài ruồi trong họ Asilidae. Laphygmolestes flavipes được Hull miêu tả năm 1962. Loài này phân bố ở vùng Tân nhiệt đới.